# نيل هوران
نيل هوران (بالإنجليزية: Neil Horan)‏ هو كاهن كاثوليكي أيرلندي سابق، ولد في 22 أبريل 1947. اشتهر بمداهمته للنشاطات والمسابقات الرياضية، والترويج لفكرة اقتراب نهاية العالم. 